# Oggetto BL Lacertae
Gli oggetti di tipo BL Lacertae (abbreviato come oggetti BL Lac e talvolta detti anche Lacertiti) sono dei nuclei galattici attivi, per la precisione dei blazar, che sono una sottoclasse dei nuclei galattici attivi. Questi oggetti sono fra gli oggetti conosciuti più luminosi del cosmo, insieme ai quasar.

## Scoperta
Il nome di questa classe di oggetti deriva dal prototipo della classe, BL Lac, scoperto nel 1929 da Cuno Hoffmeister, classificato inizialmente come stella variabile (da cui il nome tipico della nomenclatura delle stelle variabili). Solo nel 1968 si scoprì che la "stella" corrispondeva ad una radiosorgente, a sua volta variabile irregolare. In seguito vennero scoperti altri oggetti simili e, con strumenti più potenti, venne osservato un debole disco galattico intorno a questi oggetti, che quindi risultarono essere nuclei particolarmente brillanti di galassie lontane.

## Caratteristiche
Un oggetto BL Lacertae si distingue principalmente per tre caratteristiche:
- spettro continuo senza linee di emissione/assorbimento,
- variazioni di luminosità sull'intero spettro,
- polarizzazione della luce emessa.

## Interpretazione
La grande luminosità della sorgente trova origine, come per tutti i Nuclei Galattici Attivi, nel processo di accrescimento di materia sul buco nero supermassivo al centro della galassia: la materia in caduta sul buco nero centrale si dispone in forma di disco di accrescimento, e, perpendicolarmente a esso, si formano due getti relativistici di plasma. La particolarità dei blazar, e della sottoclasse composta dagli oggetti BL Lacertae, sta nel fatto che tali getti puntano in direzione della Terra. Gli effetti relativistici incrementano la luminosità osservata del getto diretto verso l'osservatore, e l'effetto Doppler sposta lo spettro verso le alte energie.
Il principale meccanismo di emissione da parte del plasma nel getto relativistico è la radiazione di sincrotrone, dovuta all'interazione tra gli ioni (elettroni, positroni e, probabilmente, anche adroni) e il campo magnetico. L' effetto Compton inverso tra i fotoni della radiazione di sincrotrone e i leptoni stessi del getto incrementa l'energia dei fotoni, che raggiungono (nel sistema di riferimento dell'osservatore) energie dell'ordine del GeV e TeV (raggi gamma).
Il fatto che lo spettro è dominato dalla radiazione di sincrotrone del getto spiega l'assenza di linee di emissione/assorbimento e la polarizzazione osservata.

## Principali oggetti BL Lacertae
- BL Lacertae
- Markarian 421
- TXS 0506+056